# Трансформатор

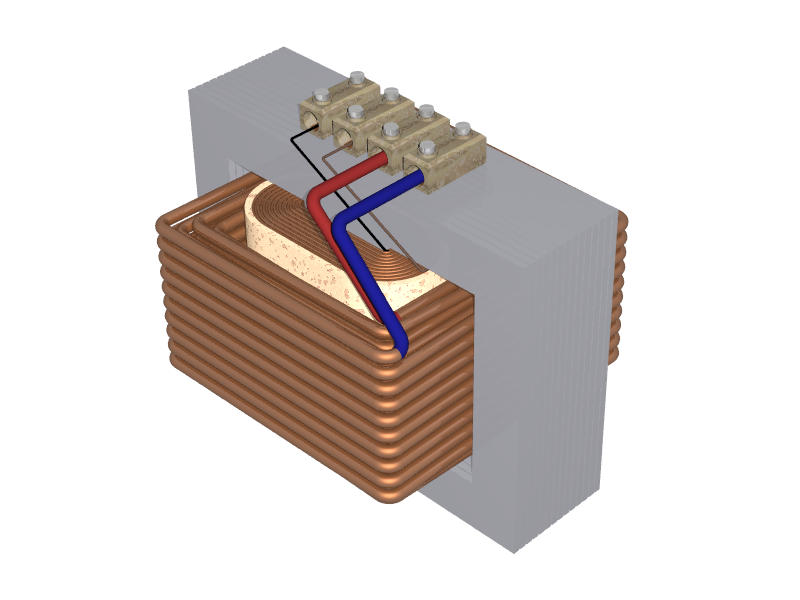
Трансформатор

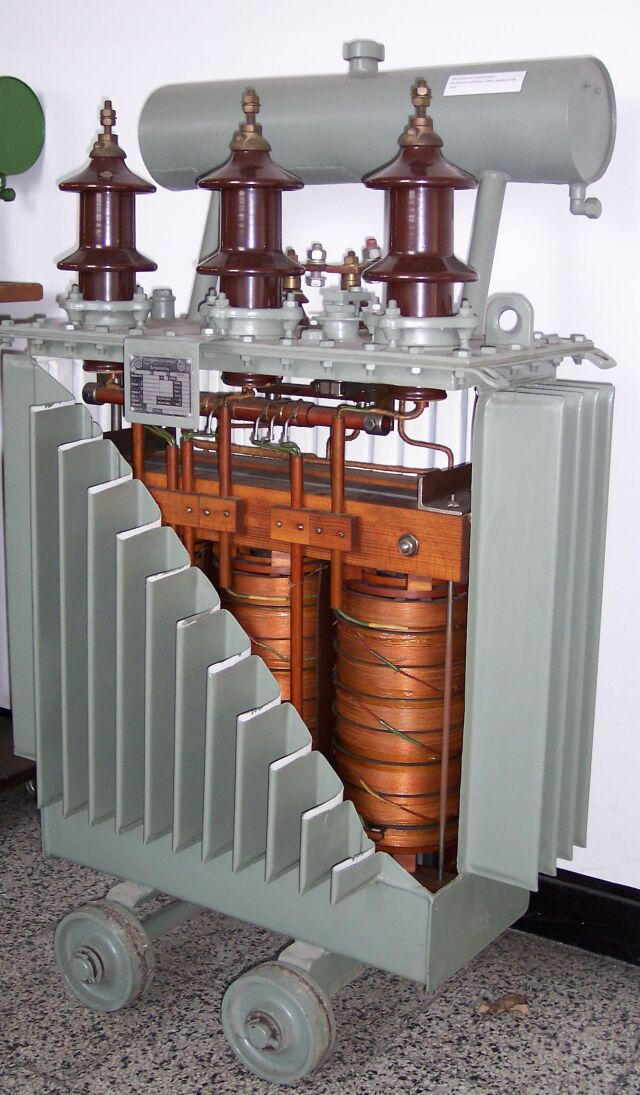
Трифазний силовий масляний трансформатор з вирізом у баку для демонстрації конструкції

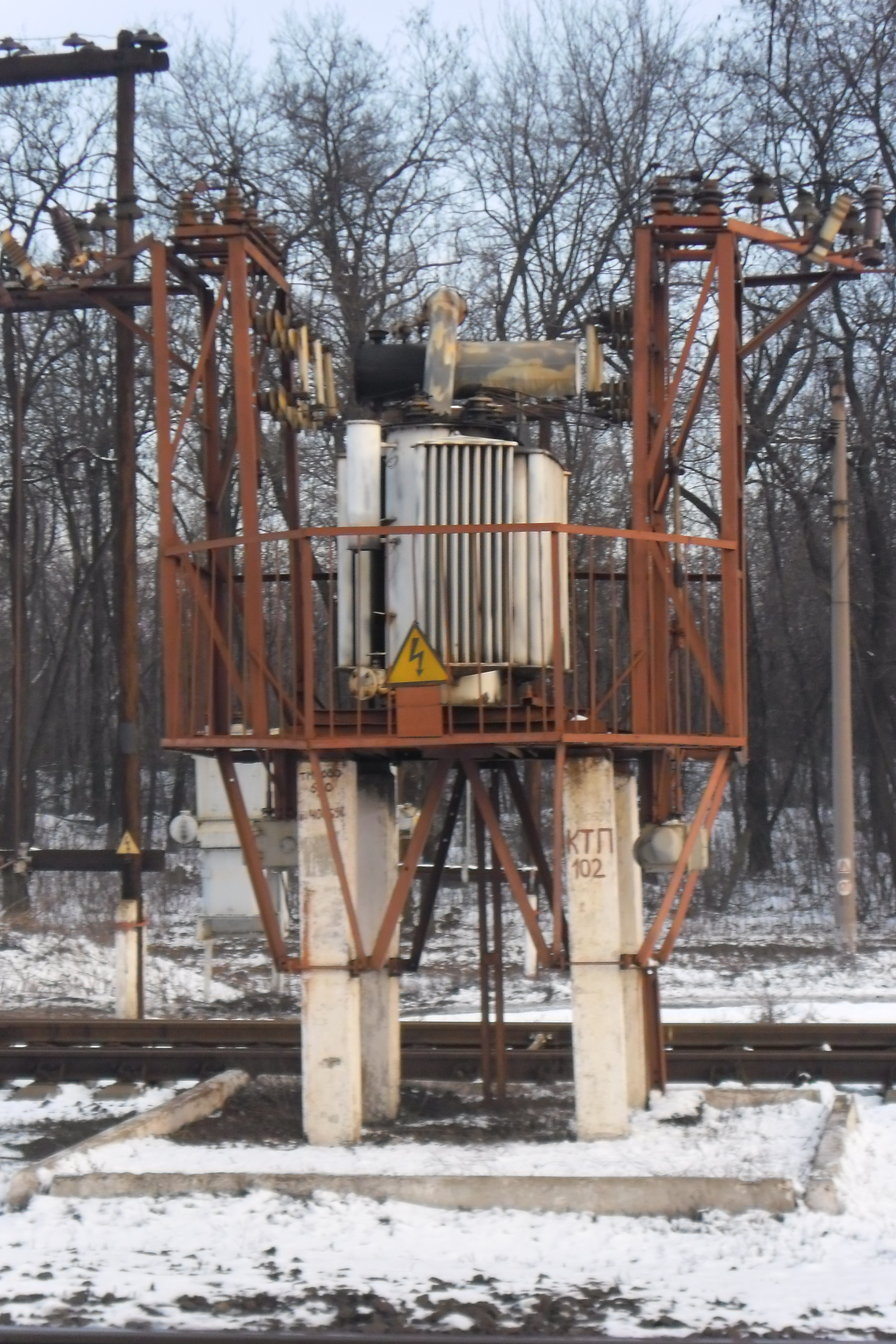
Установка трансформатора на відкритому повітрі.

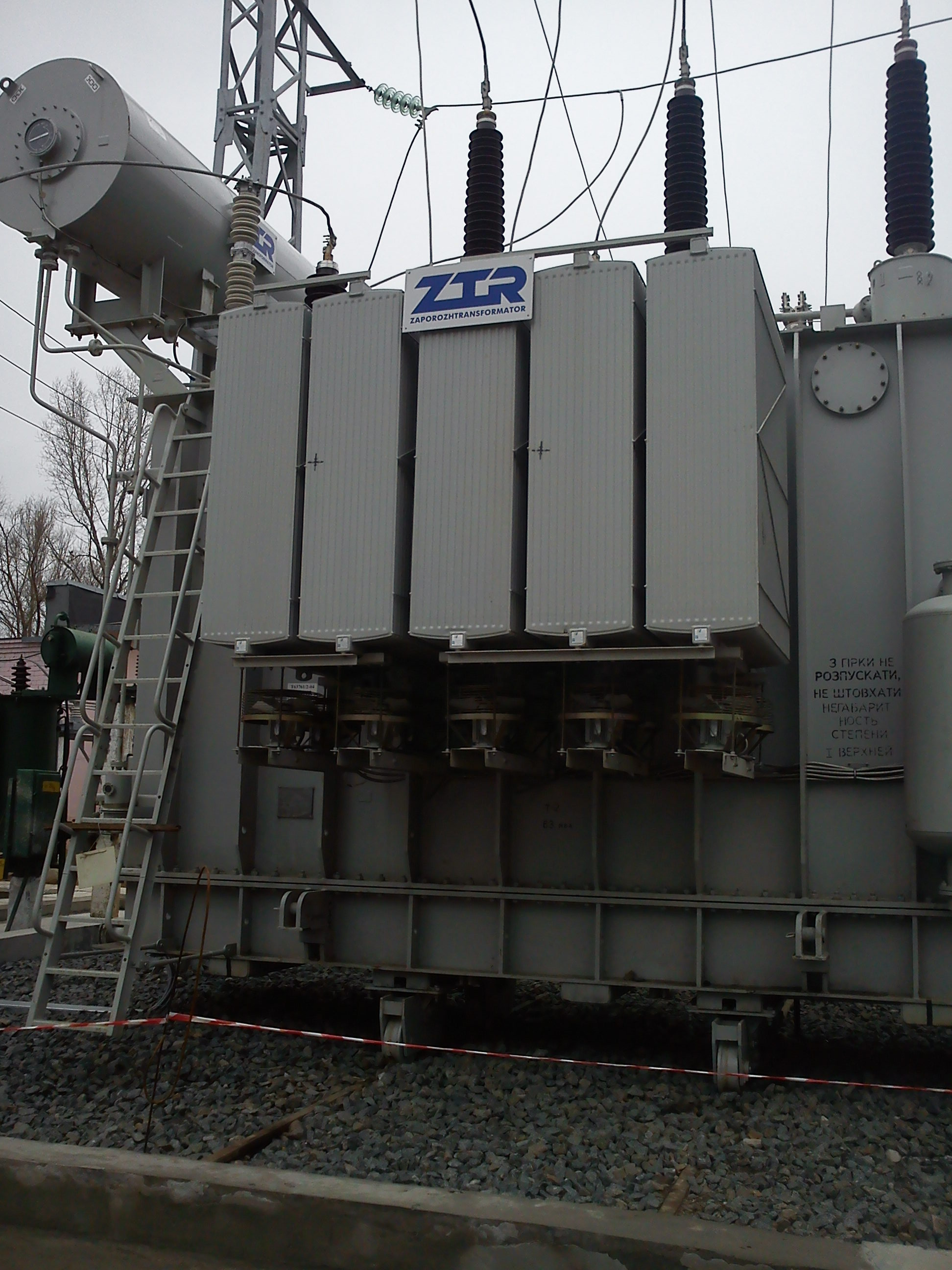
Силовий трансформатор 110/35/10кВ потужністю 63МВА

Трансформа́тор (від лат. transformo — перетворювати) — пристрій для перетворення параметрів (амплітуд і фаз) напруг і струмів.
Трансформатор — статичний електромагнітний пристрій, що має дві або більше індуктивно зв'язані обмотки і призначений для перетворення за допомогою електромагнітної індукції однієї або кількох систем (напруг) змінного струму в одну або декілька інших систем (напруг) змінного струму без зміни частоти системи (напруги) змінного струму.
Трансформатори широко застосовуються в лініях електропередач, в розподільних та побутових пристроях. На високій напрузі й з малою силою струму передавання електроенергії відбувається з меншими втратами. Тому, зазвичай лінії електропередач є високовольтними. Водночас побутові й промислові машини вимагають великої сили струму й невеликої напруги, тож перед споживанням електроенергія перетворюється на низьковольтну. Трансформатори знайшли застосування також у різних випрямних, підсилювальних, сигналізаційних та інших пристроях.
Коефіцієнт корисної дії сучасних трансформаторів, особливо підвищеної потужності, вельми високий і досягає значень 0,95…0,996.

## Історична довідка
1831 року англійським фізиком Майклом Фарадеєм під час проведення ним основоположних досліджень було відкрите явище електромагнітної індукції, що лежить в основі принципу роботи електричного трансформатора.
Вперше трансформатори, як такі були продемонстровані в 1882 році, хоча ще в 1876 році Яблочков П. М. запатентував (патент Франції № 115793 від 30 листопада 1876 року) аналогічний пристрій для створених ним освітлювальних пристроїв — «свічок Яблочкова»
. Це був трансформатор з розімкнутим осердям, у вигляді стрижня, на який намотувались обмотки.

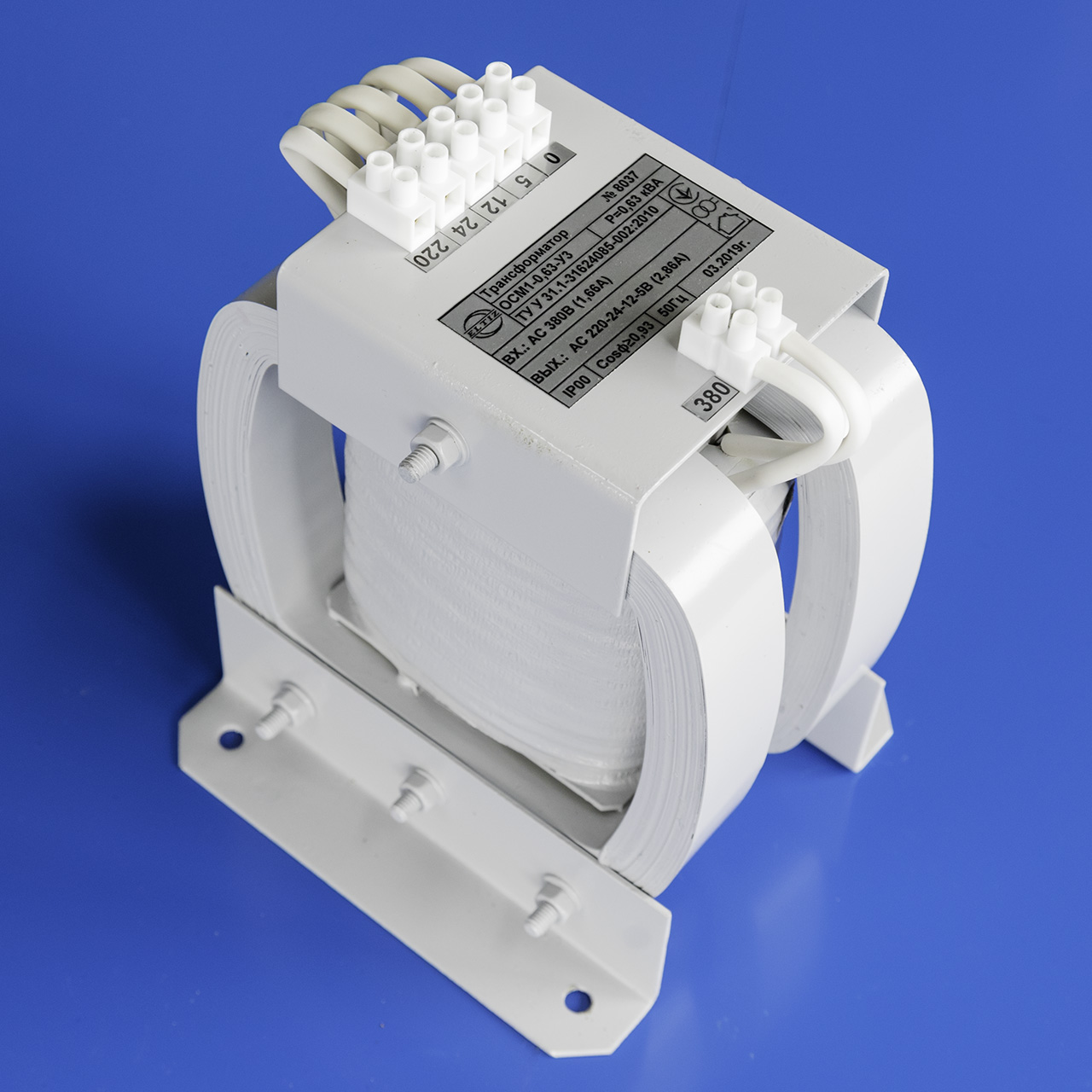
Трансформатор силовий ОСМ1-0,63 380/220-24-12-5; Однофазний Сухий Багатоцільового призначення потужністю 0,63 кВА

У 1885 р. угорські інженери фірми «Ganz factory» Отто Блаті, Каролі Зіперновскі і Мікша Дері винайшли трансформатор із замкнутим магнітопроводом, що зіграло важливу роль надалі розвитку конструкцій трансформаторів.
Велику роль для підвищення надійності трансформаторів зіграло застосування масляного охолодження (кінець 1880-х років, Джордж Свінберн). Свінберн розташовував трансформатори у керамічних посудинах, заповнених оливою, що суттєво підвищувало надійність ізоляції обмоток..
Винахід трансформатора був важливим фактором у так званій війні струмів — конкурентній боротьбі за те, який електричний струм, постійний чи змінний ефективніший для масового користування.
З винайденням трансформатора виник технічний інтерес до змінного струму. Електротехнік польсько-російського походження, випускник одеського реального училища (1878 рік) — Михайло  Доливо-Добровольський 1889 року розробив для німецької фірми «Allgemeine Elektricitäts-Gesellschaft» перший трифазний трансформатор. На електротехнічній виставці у Франкфурті-на-Майні 1891 року пан Доливо-Добровольський представляв дослідне високовольтне електропередавання трифазного струму на відстань 175 км. Трифазний генератор мав потужність 230 кВт за напруги 95 В.
У 1891 році Нікола Тесла винайшов резонансний трансформатор для вироблення високої напруги на високій частоті.

Схематична будова взірцевого трансформатора

## Будова й спосіб дії

Увімкнення трансформатора у схемі

Найпростіший трансформатор складається з двох обвиток на спільному осерді. Одна з обвиток під'єднана до джерела змінного струму. Ця обвитка називається первинною. Інша обвитка, вторинна, служить джерелом струму для навантаження. Створений струмом у первинній обвитці змінний магнітний потік викликає появу е.р.с. у вторинній обвитці, оскільки обидві обвитки мають спільне осердя. Співвідношення е.р.с. у вторинній обвитці й напруги на первинній залежить від кількості витків у обох обвитках. У зразковому випадку
{\displaystyle {\frac {U_{S}}{U_{P}}}={\frac {N_{S}}{N_{P}}}={\frac {I_{P}}{I_{S}}}},
де індексом P позначені величини, що стосуються первинної обвитки, а індексом S — відповідні величини для вторинної обвитки, U — напруга, N — кількість витків, I — сила струму.
Таким чином, перетворення напруги й сили струму в трансформаторі визначається кількістю витків у первинній та вторинній обвитках. Напруга пропорційна кількості витків, тоді як сила струму обернено пропорційна їй.

## Втрати енергії
У звичайних трансформаторах енергія передається від первинного кола до вторинного з втратами. Існує низка фізичних причин, що їх зумовлюють.
Однією з причин втрат є активний опір обвиток. Під час протікання струму крізь трансформатор, він нагрівається і віддає тепло навколишньому середовищу. У разі збільшення частоти опір обмоток збільшується через скін-ефект та ефект близькості, які зменшують площу перерізу провідника, крізь який протікає струм.
Ще одна причина втрат — перемагнічування осердя внаслідок гістерезису. Ці втрати для відповідної речовини осердя, пропорційні частоті й залежать від пікового значення потоку магнітного поля крізь осердя.
Інша причина втрат — струми Фуко. Змінне магнітне поле в осерді породжує змінне вихрове електричне поле, яке викликає додаткові вихрові струми, що теж призводять до нагрівання. Для зменшення струмів Фуко осердя виготовляють із тонких сталевих пластинок, оскільки втрати, пов'язані зі струмами Фуко, обернено квадратично залежать від товщини матеріалу. На високих частотах для виготовлення осердь використовують феромагнітні матеріали, які завдяки більшому опору, мають значно менші втрати.
Частина енергії втрачається на механічні коливання. Феромагнітний матеріал осердя розширюється і стискається у змінному магнітному полі завдяки явищу магнітострикції. Цим пояснюється гудіння трансформатора, що супроводжує його роботу. Додатково, первинна й вторинна обвитка притягаються й відштовхуються у змінному магнітному полі, змушуючи також коливатися і корпус трансформатора.
Магнітний потік, що виходить за межі осердя, сам по собі не призводить до втрати енергії, але він може призводити до появи вихрових струмів Фуко в металевих деталях корпусу й кріплення, що теж зумовлює невеликі втрати енергії.
Загалом, великі трансформатори мають коефіцієнт корисної дії до 98%. Трансформатори з надпровідних матеріалів можуть збільшити цей коефіцієнт до 99,85%.
Втрати у трансформаторах залежать від навантаження. Втрати без навантаження (холостий хід) зумовлені здебільшого опором обвиток, тоді як причиною втрат при повному навантаженні зазвичай є гістерезис та вихрові струми. Втрати за відсутності навантаження, можуть бути значними, тому навіть, якщо до вторинної обвитки нічого не увімкнено, трансформатори повинні задовольняти умовам економної роботи. Виготовлення трансформаторів із малими втратами вимагає великого осердя, високоякісної електротехнічної сталі, грубіших провідників, що збільшує початкові затрати, але окупається впродовж експлуатації.

## Режими роботи трансформатора

### Режим холостого ходу
Трансформатор може працювати в режимі холостого ходу, коли вторинне коло розімкнене (навантаження відсутнє), тобто {\displaystyle Z_{S}=\infty ;I_{S}=0}. За допомогою дослідження холостого ходу можна визначити ККД трансформатора, коефіцієнт трансформації, а також втрати в осерді.
У режимі холостого ходу для трансформатора з сердечником з магнітом'якого матеріалу струм холостого ходу визначає величину втрат в осерді (на вихрові струми і на гістерезис) та реактивну потужність перемагнічування магнітопроводу. Потужність втрат можна обчислити, помноживши активну складову струму холостого ходу на напругу, що подається на трансформатор.
Для трансформатора без феромагнітного осердя втрати на перемагнічування відсутні, і струм холостого ходу визначається опором індуктивності первинної обмотки, який пропорційний до частоти змінного струму та величини індуктивності.

### Режим короткого замикання
Режим короткого замикання можна отримати в результаті замикання вторинної обмотки накоротко. Це аварійний режим, що може призвести до виходу з ладу трансформатора. При цьому струм у вторинній обмотці може бути у 20…30 разів більшим за номінальний. Тому слід відрізняти режим короткого замикання від досліду короткого замикання. За допомогою останнього можна визначити втрати корисної потужності на нагрівання проводів у колі трансформатора.
При дослідженні режиму короткого замикання, на первинну обмотку трансформатора подається змінна напруга невеликої величини, виводи вторинної обмотки закорочують. Величину напруги на вході встановлюють такою, щоб струм короткого замикання дорівнював номінальному (розрахунковому) струму трансформатора. За таких умов величина напруги короткого замикання визначає втрати в обвитках трансформатора, втрати на омічний опір. Потужність втрат можна обчислити помноживши напругу короткого замикання на струм короткого замикання.
Такий режим широко використовують у вимірювальних трансформаторах струму.

### Режим навантаження
Режим роботи трансформатора за якому вторинна обмотка замкнена на опір називається режимом роботи трансформатора під навантаженням. У такому режимі роботи, вторинною обвиткою протікатиме струм IS, який створить власний магнітний потік ΦS, який за правилом Ленца має зменшити зміни магнітного потоку в осерді. Це призводить до одночасного збільшення сили струму в колі первинної обвитки. Збільшення сили струму в колі первинної обвитки відбувається згідно із законом збереження енергії:
{\displaystyle I_{P}\cdot U_{P}\approx I_{S}\cdot U_{S}} або {\displaystyle {\frac {U_{P}}{U_{S}}}\approx {\frac {I_{S}}{I_{P}}}}.
Це означає, що підвищуючи за допомогою трансформатора напругу у кілька разів, ми в стільки ж разів зменшуємо силу струму (та навпаки). Отже, трансформатор перетворює змінний струм так, що добуток сили струму на напругу приблизно однаковий у первинній і вторинній обвитках.

## Різновиди
| circuit symbol | Трансформатор з двома обвитками на феромагнітному осерді                                            |
| circuit symbol | Трансформатор з трьома обвитками. Крапками позначені початки обвиток, стосовно напрямку намотування |
| circuit symbol | Трансформатор з електростатичним екраном для усунення ємнісного зв'язку між обвитками               |

### Силовий трансформатор
Силовий трансформатор — стаціонарний прилад з двома або більше обвитками, який за допомогою електромагнітної індукції перетворює одну систему змінної напруги та струму, на іншу систему змінної напруги та струму, переважно, різних значень з тією ж частотою задля передавання електроенергії на відстані без зміни її потужності.
Силовий трансформатор використовують для перетворення параметрів електричної енергії в електричних мережах і устаткуванні, що застосовуються для приймання та споживання електричної енергії. Силовий трансформатор застосовується у складі комплектних трансформаторних підстанцій для пониження напруги заради подавання електроенергії населеним пунктам.
Термін «силовий» вказує на роботу цього виду трансформаторів з великими потужностями. Необхідність застосування силових трансформаторів зумовлена різною величиною робочих напруг ліній електропередач (35…750 кВ), міських електромереж (здебільшого 6…10 кВ), напруги що подається кінцевим споживачам (0,4 кВ, вони ж 380/220 В) та напруги, потрібної для роботи електромашин і електроприладів (у досить широких межах — від одиниць вольт до сотень кіловольт).
Силові трансформатори поділяються на сухі, які найчастіше використовують в електромережах і в джерелах живлення різних приладів, і масляні, які працюють при напругах від 6кВ і вище. Оливні трансформатори відрізняються від сухих тим, що як ізоляційне та охолоджувальне середовище застосовується спеціальна трансформаторна олива. Силові оливні трансформатори переважно призначаються для пониження напруги електромереж.

Умовна графічна познака автотрансформатора з трьома виводами

### Автотрансформатор
Автотрансформатор — трансформатор, дві або більше обвиток якого мають спільну частину. Це є варіант виконання силового трансформатора, в якому первинна і вторинна обвитки сполучені безпосередньо, і мають завдяки цьому не лише електромагнітний зв'язок, а й електричний. Обвитка автотрансформатора має декілька виводів (щонайменше 3), у разі приєднання до яких, можна отримувати різні напруги.
Перевагою автотрансформатора є вищий ККД, оскільки лише частина потужності піддається перетворенню — це особливо суттєво, коли вхідна і вихідна напруги відрізняються незначно. Вадою є відсутність електричної ізоляції (гальванічної розв'язки) між первинним і вторинним колом. У промислових мережах, де наявність заземлення нульового проводу обов'язкова, цей чинник значення не має, натомість суттєвою є менша витрата сталі для осердя, міді для обвиток, менша вага і габарити, і зрештою — менша вартість.
Застосування автотрансформаторів економічно виправдане замість звичайних трансформаторів для сполучення ефективно заземлених мереж з напругою 110 кВ і вище з коефіцієнтами трансформації не більших за 3…4.

### Узгоджувальний трансформатор
Узгоджувальний трансформатор (англ. matching transformer) — трансформатор, призначений для вмикання між двома колами з різними імпедансами з метою оптимізації потужності сигналу, що пересилається. Одночасно узгоджувальний трансформатор забезпечує створення гальванічної розв'язки між ділянками схем.
Узгоджувальні трансформатори за особливостями використання поділяють на вхідні, вихідні та проміжні.

### Вимірювальний трансформатор

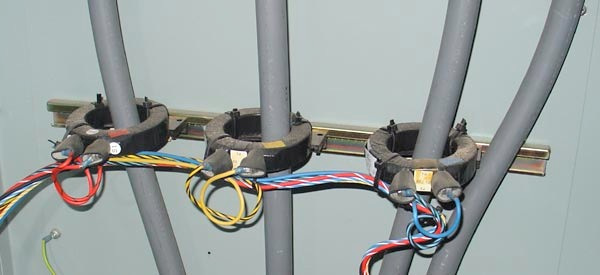
Використання трансформаторів струму у вимірювальному устаткуванні для вимірювання струму у трифазних лініях живлення зі струмом до 400 А

Вимірювальний трансформатор (англ. instrument transformer) — трансформатор, призначений для пересилання інформаційного сигналу вимірювальним приладам, лічильникам, пристроям захисту і (або) керування. Вимірювальні трансформатори поділяються на трансформатори струму і трансформатори напруги.
Трансформатор струму — вимірювальний трансформатор, в якому за нормальних умов роботи вторинний струм майже пропорційний первинному і зсув фаз між ними близький до нуля.
Вимірювальний трансформатор струму — трансформатор, який призначений для перетворення струму до значення, зручного для виміру. Первинна обмотка трансформатора струму вмикається послідовно у коло зі змінним струмом, що вимірюється. А до вторинної приєднуються вимірювальні прилади. Струм котрий протікає вторинною обвиткою трансформатора струму, пропорційний струму, що протікає у його первинній обвитці.
Трансформатори струму широко використовують для вимірювання електричного струму й у пристроях релейного захисту електроенергетичних систем, через що на них накладаються високі вимоги по точності. Трансформатори струму дозволяють дотримуватися безпеки вимірювань, ізолюючи вимірювальні кола від первинного кола з високою напругою, яка часто складає сотні кіловольт.
Зазвичай, трансформатор струму виготовляють з двома і більше групами вторинних обвиток: одну використовують для приєднання пристроїв захисту, іншу, точнішу — для увімкнення засобів обліку і вимірювання (наприклад, лічильників електроенергії).
Трансформатор напруги — вимірювальний трансформатор, у якому за нормальних умов використання вторинна напруга пропорційна первинній напрузі та за умови правильного вмикання, зміщена відносно неї за фазою на кут, близький до нуля.
Трансформатор напруги використовують для перетворення високої напруги на низьку в колах релейного захисту та контрольно-вимірювальних приладів і автоматики. Застосування трансформатора напруги дозволяє ізолювати логічні кола захисту і кола вимірювання від кіл високої напруги.

### Імпульсний трансформатор

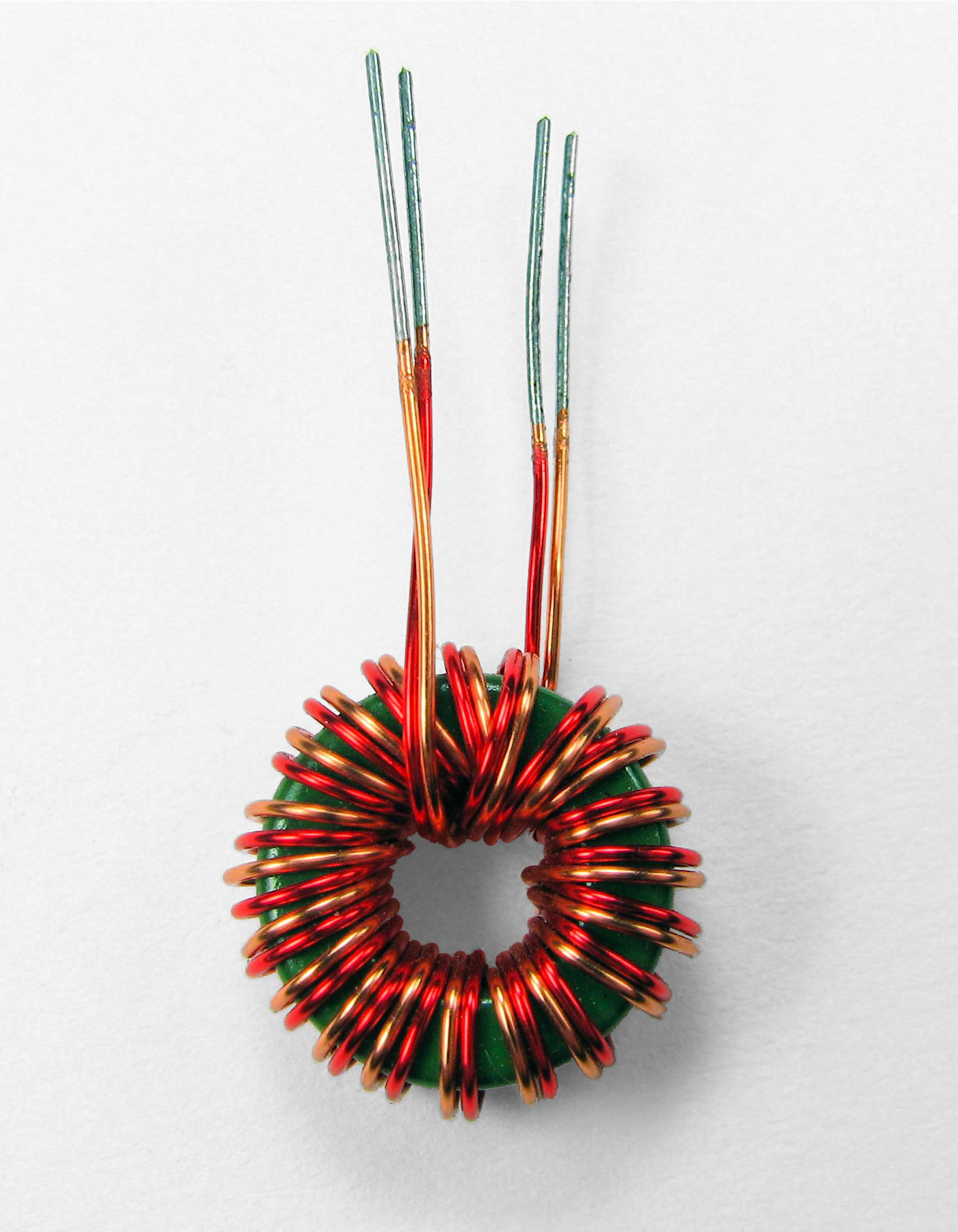
Тороід трансформатор.

Імпульсний трансформатор — трансформатор з феромагнітним осердям, для перетворення імпульсів електричного струму або напруги з тривалістю імпульсу до десятків мікросекунд з якнайменшим спотворенням форми імпульсу. Імпульсні трансформатори в радіолокації, імпульсному радіозв'язку, автоматиці і обчислювальній техніці служать для узгодження джерела імпульсів з навантаженням, зміни полярності імпульсів, розділення електричних кіл по постійному і змінному струму, додавання сигналів, запалювання імпульсних ламп тощо.
Робота імпульсного трансформатора істотно відрізняється під час утворення фронту і вершини імпульсу. Для кращого передавання фронту і спаду імпульсу необхідно, щоб міжвиткова ємність обвиток, паразитні ємності монтажу і індуктивність розсіяння імпульсного трансформатора були якнайменшими. Зменшення міжвиткових ємностей досягається використанням осердь малих розмірів, відповідним намотуванням і взаємним розташуванням обвиток, а також зменшенням числа витків (водночас знижується коефіцієнт трансформації). В імпульсних трансформаторах застосовують осердя з пермалою, кремнистої трансформаторної сталі, феритів та інших матеріалів з високою магнітною проникністю.

### Резонансний трансформатор
Резонансний трансформатор — трансформатор, що працює на резонансній частоті коливального контуру утвореного однією або декількома із його обвиток, приєднанням до електричного конденсатора. У резонансного трансформатора зазвичай вторинна обвитка виконує завдання індуктивності у коливальному контурі, утвореному разом із конденсатором. Коли на первинну обвитку подати періодичний струм у вигляді прямокутних чи пилкоподібних імпульсів на резонансній частоті, кожен імпульс струму дає поштовх коливанням індукованого струму у вторинній котушці. Завдяки резонансу, можуть досягатись великі значення напруги, поки вона не буде обмежена якимось процесом, таким як електричний пробій. Такі пристрої використовують для створення високої змінної напруги, що не може бути досягнутою на таких електростатичних машинах, як генератор Ван де Граафа чи електрофорна машина.
Приклади:
- трансформатор Тесли;
- котушка Удена;
- котушка запалювання або індукційна котушка, яку використовують у системі запалювання з бензинового двигуна;
- вихідний трансформатор рядкової розгортки електронно-променевої трубки кінескопа;
- трансформатори пристроїв для випробування ізоляції високовольтного устаткування та кабелів на електричний пробій.

## Застосування трансформаторів

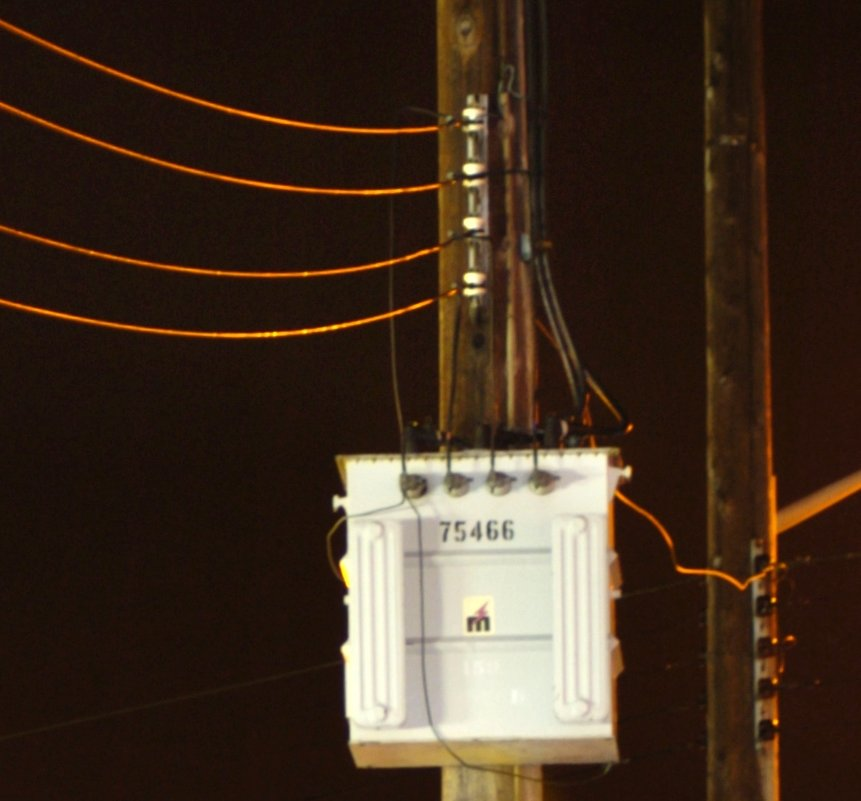
Трифазний розподільний трансформатор.

Найчастіше трансформатори застосовуються в електромережах та в джерелах живлення різних приладів.

### Застосування в електромережах
Оскільки втрати на нагрівання дроту пропорційні квадрату струму, що проходить крізь дріт, при передаванні електроенергії на великі відстані вигідно використовувати дуже великі напруги і невеликі струми. З міркувань безпеки та для зменшення маси ізоляції в побуті бажано використовувати менші напруги. Тож для найвигіднішого постачання електроенергії в електромережі багаторазово застосовують силові трансформатори: спочатку для підвищення напруги генераторів на електростанціях перед передаванням електроенергії, а потім для зниження напруги лінії електропередач до прийнятного для споживачів рівня.
Оскільки в електричній мережі три фази, для перетворення напруги застосовують трифазні трансформатори, або групу з трьох однофазних трансформаторів, з'єднаних за схемою зірки або трикутника. У трифазного трансформатора осердя для всіх трьох фаз загальне.
Попри високий ККД трансформатора (для трансформаторів великої потужності — понад 99%), у дуже потужних трансформаторах електромереж виділяється велика потужність у вигляді тепла (наприклад, для типової потужності блоку електростанції 1 ГВт на трансформаторі може виділятися потужність до декількох мегават). Через це трансформатори електромереж використовують спеціальну систему охолодження: трансформатор поміщається у вмістище, заповнене трансформаторною оливою або спеціальною негорючою рідиною. Олива обертається під дією конвекції або примусово між баком і потужним радіатором. Іноді оливу охолоджують водою. «Сухі» трансформатори використовують при відносно малій потужності.

### Застосування в джерелах електроживлення

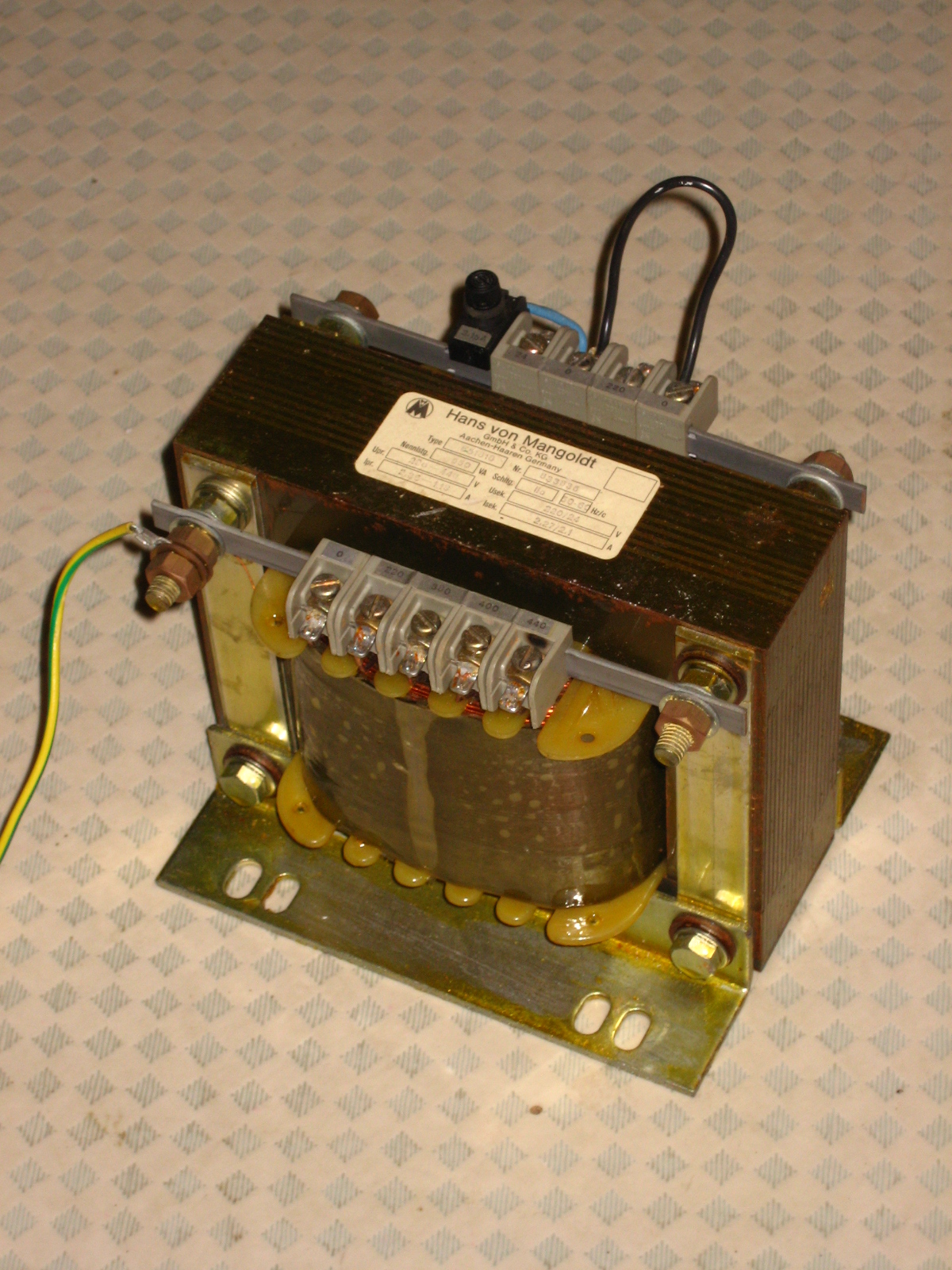
Компактний мережевий трансформатор.

Для живлення різних вузлів електроприладів потрібні найрізноманітніші напруги. Блоки електроживлення у пристроях, які потребують кілька напруг різної величини, містять трансформатори з декількома вторинними обмотками або містять у схемі додаткові трансформатори. Наприклад, у телевізорі за допомогою трансформаторів отримують напруги від 5 вольт (для живлення мікросхем і транзисторів) до декількох кіловольт (для живлення анода кінескопа через помножувач напруги).
У схемах живлення сучасних радіотехнічних та електронних пристроїв (наприклад в блоках живлення персональних комп'ютерів) широко застосовуються високочастотні імпульсні трансформатори. В імпульсних блоках живлення змінну напругу мережі спершу випрямляють, а потім за допомогою інвертора перетворюють на високочастотні імпульси. Система керування за допомогою широтно-імпульсної модуляції (ШІМ) дозволяє стабілізувати напругу. Після чого імпульси високої частоти подаються на імпульсний трансформатор, на виході з якого, після випрямлення і фільтрації отримують сталу постійну напругу.
У минулому мережевий трансформатор (на 50-60 Гц) був однією з найважчих деталей багатьох приладів. Річ у тому, що лінійні розміри трансформатора визначаються його потужністю, водночас виявляється, що лінійний розмір мережевого трансформатора приблизно пропорційний потужності в степені 1/4. Розмір трансформатора можна зменшити, якщо збільшити частоту змінного струму. Тому сучасні імпульсні блоки живлення при однаковій потужності є значно легшими.
Трансформатори на 50-60 Гц, попри свої вади, продовжують використовувати в схемах живлення, в тих випадках, коли треба забезпечити якнайменший рівень високочастотних перешкод, наприклад для високоякісного звуковідтворення.